# Zünd an, es kommt die Feuerwehr
Zünd an, es kommt die Feuerwehr ist eine deutsche Filmkomödie der DEFA von Rainer Simon aus dem Jahr 1979.

## Handlung
Eine vorerzgebirgische Kleinstadt um 1900: Mit einer Feier wird die Freiwillige Feuerwehr in Siebenthal gegründet. Ihr Hauptmann wird Franz Kaden, der sofort mit großem Eifer sportliche Ertüchtigungen zur Fitness der kleinen Gruppe durchführen lässt. Zwar ist die Freiwillige Feuerwehr hoch motiviert und besitzt moderne Technik, doch mangelt es im Dorf an Bränden. Feuerwehrmann Zetsche ist in Wirklichkeit Gastwirt; sein Gasthaus wurde über einem ehemaligen Silberstollen errichtet, der ursprünglich voll Wasser gelaufen war. Da Zetsches Frau auf einem kleinen Springbrunnen im Garten bestand, ist das Wasser mit der Zeit abgepumpt worden, sodass das Gasthaus nun einzustürzen droht. Zetsche ist brandversichert und so planen seine Freunde, das Gasthaus abzubrennen. Die Vorkehrungen sind schnell getroffen, doch wird der kleine Brand von einer fremden Feuerwehr gelöscht.
Um jeglichen Verdacht von sich abzulenken und gleichzeitig die Leistungen der Feuerwehr herauszustellen, zünden die Freiwilligen während einer Festveranstaltung mit Karl May nun das Gefängnis von Siebenthal an. Da sich noch ein Silberdieb im Gefängnis befindet, den Franz Kaden heldenhaft rettet, wird die Feuerwehr nun zu einem Vorbild im Dorf. König Albert zeichnet sie mit einem Verdienstorden aus. Zetsches Wirtshaus droht indessen immer mehr, in sich zusammenzufallen. Feuerwehrmann Müller stellt sich nun jedoch konsequent gegen eine Brandstiftung, da man einen Ruf zu verteidigen habe. Nur Franz hält zu Zetsche und will am Tag seiner Hochzeit mit der bürgerlichen Marie das Gasthaus anzünden. Er ist gerade bei der Vorbereitung, als ein Kind einen Ball an das Gasthaus schießt – das Haus stürzt zusammen und begräbt Franz unter sich. Die versuchte Brandstiftung wird öffentlich und die verbliebenen Feuerwehrmänner werden verhaftet. Der König jedoch will das Fehlverhalten der Feuerwehr vertuschen. Er ordnet an, dass die Feuerwehr von Siebenthal zukünftig eine Berufsfeuerwehr sein soll und dass der totgeglaubte Franz ein Staatsbegräbnis erhält. Der jedoch hat unter den Trümmern überlebt und wird von der Prostituierten Lene gesundgepflegt. Da er inzwischen offiziell bestattet wurde, beschließt er, nach Amerika auszuwandern – mit Lene an seiner Seite.

## Produktion und Veröffentlichung
Das Szenarium lag in den Händen von Manfred Wolter und für die Dramaturgie war Barbara Rogall zuständig, Wolfgang Kohlhaase stand beratend zur Seite. 
Zünd an, es kommt die Feuerwehr wurde von der Künstlerischen Arbeitsgruppe „Babelsberg“ auf ORWO-Color gedreht und hatte seine Uraufführung am 9. Februar 1979 im Berliner Kino International.

## Kritik
Die zeitgenössische Kritik lobte den Film für seine „köstliche[n] Dialoge voll heutiger Anzüglichkeiten“, die „– übrigens im edelsten Gewandhaus-Sächsisch – von Schauspielern geboten [werden], denen die Freude über ihre prachtvollen Rollen komödiantische Flügel verleiht. Hier gelang der oft vergeblich beschworene Gruppenheld, bestehend aus unverwechselbaren Charakteren.“
Andere Kritiker meinten, dass der Film zwar stark beginnt, jedoch im Laufe der Handlung das Interesse an der Geschichte verloren geht und die Story sich „vernebelt“.

„… spätestens nach Hälfte des Spiels wird offenbar: Die Ouvertüre war das bei weitem Vergnüglichste. Das Opus von Siebenthals schlitzohrigen Feuerwehrmännern geht langsam aber sicher in die Brüche. Ein Ballon, dessen Luft stetig entweicht. Am Ende die schlappe Hülle. Das anzüglich gemeinte Spiel um Bürgerseelen in spießiger Idylle läuft leer […] Hauptdilemma ist die fehlende Geschichte, der Faden der Erzählung ist zu dünn gesponnen, um die löblichen Absichten tragen zu können. So ruckelt sich der Film von Episödchen zu Episödchen.“

Das Lexikon des internationalen Films nannte Zünd an, es kommt die Feuerwehr eine „historisch verbürgte, inszenatorisch deftige Kriminalkomödie mit vielen Spitzen gegen deutsches Spießertum und Untertanengeist.“